# Personaggi di M.I. High - Scuola di spie

## Agenti della M.I. High
- Daniel 'Dan' Morgan (stagioni 6-7), interpretato da Sam Strike. È l'atleta del gruppo, è molto popolare a scuola, e piace a molte ragazze, ma lui non le conta perché è innamorato di Zoe, è un po' testardo.
- Aneisha Jones (stagioni 6-7) interpretata da Oyiza Momoh. È la maestra di travestimenti del gruppo. È un maschiaccio, ed è la migliore amica di Zoe, è molto gentile e disponibile, è la nipote della S.rina King la vice direttrice. Sembra avere una cotta per Tom.
- Tom Tupper (stagioni 6-7), interpretato da Oscar Jacques. È il mago dei computer del gruppo. È un secchione e ama i videogiochi (tanto che a volte ci gioca di nascosto durante le missioni. Non esce molto spesso sul campo perché il suo compito è monitorare la situazione, ma vorrebbe dimostrare il suo valore al di fuori dell'informatica, è un po' geloso di Dan perché le ragazze gli vanno sempre dietro ma con lui ha una grande amicizia. Sembra avere una cotta per Aneisha
- Zoe (stagione 6), interpretata da Natasha Watson. Era prigioniera della SKUL, ma dopo la loro sconfitta è stata liberata e diventa un agente della M.I.9., per via della sua reclusione nella SKUL tende ad essere un po' socialmente impedita. Si scoprirà essere uno dei tanti cloni del Mastermind creato per racchiudere la sua mente. È la migliore amica di Aneisha. Non torna nell'ultima stagione perché viaggerà in giro per il mondo per trovare il resto dei cloni (la sua famiglia).
- Keri Summers (stagione 7), interpretata da Julia Brown. Sostituisce Zoe nell'ultima stagione. All'inizio faticherà a dimostrare di meritarsi di essere una spia, vista la sua tendenza a distrarsi, ma riesce sempre a mostrare il suo valore, faticherà a legare soprattutto con Dan perché gli manca Zoe, ma alla fine diventeranno buoni amici. È uno dei cloni del Mastermind (quindi indirettamente è la sorella di Zoe) ed è il giusto clone per racchiudere la mente del Mastermind.
- Frank London (stagioni 3-7), interpretato da Jonny Freeman, doppiato da Paolo Vivio. È un agente esperto dell'M.I.9, era il capo del programma d'addestramento, ma in seguito viene promosso a capo della M.I.High, lavorando sotto-copertura come bidello nel Liceo Saint Hope, sostituendo Lenny, a differenza sua è meno rigido, ma sa essere severo quando serve, è anche un abile inventore, funge un po' come figura paterna per le spie soprattutto Oscar e Zoe. Era fidanzato con Stella, finche lei non l'ha lasciato, ma pensano ancora l'uno all'altra.

- Rose Gupta (stagioni 1-5), interpretata da Rachel Petladwala, doppiata da Veronica Puccio. È appassionata di scienze oltre ad essere la mente del gruppo. Rose ha un alto quoziente d'intelligenza, vincendo così vari concorsi e realizzando varie invenzioni in tutta la serie. Porta gli occhiali. All'inizio della serie non ha amici, quando entra nella M.I.9. comincia a stringere una sorta d'amicizia con Blane e Daisy, ma nella 3°stagione lega molto meglio con Oscar e Carrie che diventano i suoi migliori amici, e diventa più aperta e sicura di se. Nelle prime 2 stagione tende a stare al quartiere generale per fare esperimenti, ma a partire dalla terza esce molto più spesso sul campo. Aveva una cotta per Stewart, ma in seguito si innamora ricambiata di Scoop Doggy.
- Blane Whittaker (stagioni 1-2), interpretato da Moustafa Palazli, doppiato da Alessio Puccio. È cintura nera di karate e detiene il record di salto in lungo del Regno Unito. Il suo migliore amico è Stewart fin dall'età di sei anni. Adora guardare film di arti marziali e giocare ai videogiochi.
- Daisy Millar (stagioni 1-2), interpretata da Bel Powley, doppiata da Letizia Ciampa. È uno degli agenti più bravi nei travestimenti, Daisy è figlia unica e i suoi genitori lavorano all'estero. Popolare nella scuola, è innamorata di Blane.
- Lenny Bicknall (stagioni 1-2), interpretato da Danny John-Jules, doppiato da Stefano Mondini. È un agente esperto dell'M.I.9 sottocopertura, lavorando come bidello nel Liceo Saint Hope. Per molti anni è stato coinvolto in diverse missioni di spionaggio.
- Oscar Cole (stagioni 3-5), interpretato da Ben Kerfoot, doppiato da Flavio Aquilone. È nel programma di protezione dell'M.I.9, Oscar parla più di 14 lingue diverse. Sua madre ha tradito l'M.I.9 per la SKUL e suo padre è scomparso in una missione in Africa. Tuttavia, si scopre che la madre ha tradito l'M.I.9 solo per proteggerlo, mentre suo padre non è scomparso, ma ancora vivo.
- Carrie Stewart (stagioni 3-5), interpretata da Charlene Osuagwu, doppiata da Gaia Bolognesi. È un'abile ginnasta e adora ogni tipo di sport, praticandoli quasi tutti.

## M.I.9.

### Capo della M.I.9.
Nella serie ci sono due capi, sono entrambi donne, una appare nella prima stagione, e dalla seconda in poi ne subentra un'altra.
- Primo capo (stagione 1) interpretata da Victoria Wicks. Lei ha approvato il progetto M.I.High. Appare solo una volta in "Animali Spia" in un filmato di sicurezza hackerato dalla SKUL. la sua voce si sente attraverso il telefono in altri 2 episodi.
- Secondo capo (stagione 2-5) interpretata da Adjoa Andoh, doppiata da Tatiana Dessi. Appare per la prima volta in "Dietro la maschera" sostituendo temporaneamente Lenny quando è stato accusato di furto, di li in poi appare frequentemente. Resta sempre molto colpita dal successo degli agenti della M.I.High.

### Capi Agenti
- Agente Shaw (stagione 3)
- Horatio Stark (stagione 4-5)
- Stella Knight (stagione 6-7)

### Altri Agenti
- Edward Dixon-Halliday (stagione 5)
- Maurice Hutchinson (stagione 3-4)
- Amber (stagione 5)
- Lewis Chuckworth (stagione 1-2)
- Il Lombrico (stagione 1-2)
- Violet Webb (stagione 2) interpretata da Shakira Ley, doppiata da Letizia Scifoni.

## Antagonisti

### SKUL
- Gran Maestro (stagioni 1-6), doppiato da Kerry Shale (stagione 1) e doppiato e interpretato da Julian Bleach (stagioni 2-6), doppiato in italiano da Dario Penne.
È un signore malefico che cerca di conquistare il mondo, accompagnato dal suo migliore amico, un coniglio di nome Generale Flopsy. Quando quest'ultimo viene sconfitto dagli agenti della M. I. High, viene arrestato dalla polizia insieme ai suoi criminali cattivi precedenti nonché i suoi ex-assistiti già sconfitti e pesti nonostante il suo licenziamento e i suoi fallimenti siccome Generale Flopsy il coniglio abbandonò l'alleanza e l'amicizia con il suo padrone. il suo volto è sempre nascosto.
- Generale Flopsy (stagione 1-7) è il coniglietto del Gran Maestro, è anche il suo migliore amico, ci è molto affezionato.
- La Grande Maestra (stagioni 4-5), interpretata da Tracy Ann Oberman. È una Strega del Crimine che, come il Gran Maestro, tentava di conquistare il mondo, ma, a causa di fallimenti e sconfitte fatte dagli agenti della M.I. High che la minacciavano e licenziavano insieme agli agenti della S.K.U.L., viene arrestata dalla polizia insieme al Gran Maestro e i suoi criminali cattivi precedenti tutti ex-assistiti già sconfitti e pesti nonostante la chiusura e il crollo del carcere maledetto.

#### Agenti della S.K.U.L.
- Silas Fenton (stagioni 1 e 3) interpretato da Jeremy Swift. Equipaggia gli animali con microspie per spiare i suoi nemici, appare per la prima volta in "Animali Spia" dove irrompe la sicurezza della M.I.9. e riesce quasi a rivelare alla SKUL l'ubicazione della M.I.High, farà il suo ritorno in "Il nuovo Gran Maestro" in cui verrà invitato a prendere parte all'incontro dei "Grandi 6" della SKUL.
- Lorenzo Ferrago (stagione 2-3) interpretato da Andres Williams. È uno stilista, che ha creato degli abiti che fanno apparire il logo del suo brand sulle pelle della gente, trasformandoli in pellicce viventi, verrà catturato dalla M.I.9. ma in seguito (cancellandogli la memoria) verrà liberato per farlo andare alla riunione dei "Grandi 6" per poterlo seguire e catturare il Gran Maestro, in seguito verrà nuovamente rinchiuso.
- Jade Dixon-Halliday (stagione 3-5) interpretata da Rae Baker, doppiata da Emilia Costa. È la madre di Oscar. Era inizialmente un agente della M.I.9. ma li ha traditi rubando informazioni per la SKUL, verrà in seguito catturata e rinchiusa proprio dallo stesso Oscar.
- Paloma Duvere (stagione 5)
- Chad Turner (stagione 1)
- Dottor Gesundheit (stagione 2)
- Leah Retsam (stagione 2)
- Ninja della SKUL (stagione 5)
- Walter Bailey (stagione 2 e 4)
- Nora Braithwate (stagione 2)
- Suki (stagione 5)
- Theo Phantom (stagione 5)
- Vinnie (stagione 5)
- Anita Blackwell (stagione 5)

### KORPS
- Mastermind (stagione 6-7)
- Ministro del Crimine (stagioni 6-7)

#### Agenti della K.O.R.P.S.
- Dottor Steinberg (stagione 6)
- Linus Currie (stagione 7)
- Shadow Master (stagioni 6-7)
- Edwin Grosse (stagione 6)
- Hamish Campbell (stagione 7)
- Mike Stern (stagione 7)
- D.ssa Retentive (stagione 6)

## Personaggi Secondari

### Insegnanti
- Kenneth Flatley (stagioni 1-7) interpretato da Chris Stanton, doppiato da Teo Bellia. È il preside delle scuole dove si svolge la serie. Non ha un carattere molto autoritario, ed è molto infantile, gli studenti gli mancano di rispetto, ma in fondo gli vogliono abbastanza bene. È innamorato della Templeman. E' geloso di Lenny perché è andato all'università e perché la Templeman è un po' infatuata di lui, ma stringe un'ottima amicizia con Frank. È l'unico personaggio che è apparso in tutte le stagioni. Poche volte si mostra severo con gli studenti.
- Helen Templeman (stagione 1-2) interpretata da Jane Cameron. La vice-direttrice della Saint.Hope. è insegnante di scienza, va più d'accordo con Flatley di quanto non faccia la King. è innamorata di Lenny.
- Hermione King (stagioni 3-5, 7) interpretata da Chanelle Owen. La nuova vice-direttrice della Saint-Hope e in seguito della Saint-Hearts. E' molto severa è rispettosa delle regole. Non crede nelle capacità da preside di Flatley. Anche se severa si preoccupa molto per i suoi studenti. E' la zia di Aneisha. In "Stella Oscura" scopre della M.I.High, ma Rose le cancella la memoria con un dispositivo, in seguito però in "S.ra King-Licenza di Spia" recupera la memoria, ma i ragazzi riescono a farle credere che fosse tutto un sogno, tra l'altro si dimostra molto appassionata dello spionaggio quando scopre tutto.

### Studenti

#### Saint Hopes
- Stewart Critchley (stagione 1-2) interpretato da Scott Gibbins, doppiato da Alessio De Filippis. È il migliore amico di Blane da quando hanno 6 anni. E' appassionato di scienza e teorie extraterrestri, e viene preso in giro per questo. Ha una cotta per Daisy. A differenza di molti altri ragazzi nelle prime 2 stagioni va abbastanza d'accordo con Rose.
- Fifty Pence (stagione 1-2) interpretato da Sam Ardley. Il suo vero nome è Julian Hamley. È il bullo della scuola, ama il rap, e non è molto intelligente, sogna segretamente di diventare un ballerino classico.
- Zara (stagioni 1-2) interpretata da Bethany Denville, doppiata da Laura Amedei. Una delle migliori amiche di Daisy, è una delle ragazze più popolari della scuola, è molto stupida, e si fa molto spesso dare ordini da Kaleigh e Letitia.
- Kaleigh (stagione 1) interpretata da Leonie Boyd. Una delle migliori amiche di Daisy, più sveglia rispetto a Zara, appare solo nella prima stagione.
- Letitia (stagione 2) interpretata da Princess Webb. Una delle migliori amiche di Daisy sostituisce Kaleigh nella seconda stagione.
- Avril Franklin (stagioni 3-5) interpretata da Jenny Huxley-Golden, doppiata da Gemma Donati.
- Scoop Doggy (stagioni 3-5) interpretato da Sam Melvin, doppiato da Gabriele Patriarca. Il suo vero nome è Timothy Hinklebottom.
- Davina Berry (stagioni 3-5) interpretata da Eliza Cummings-Cove, doppiata da Eva Padoan.
- Donovan Butler (stagioni 3-5) interpretato da Joe Cocklin.
- Ricki (stagione 5)

#### Saint Hearts
- Melissa Allbright (stagione 6) interpretata da Tallulah Greive
- Roland Donaldson (stagioni 6-7) interpretato da Paul Bauford. Viene chiamato "Roly".
- Byron (stagione 6)
- Lady J (stagione 7)

## Altri nemici
- Mary Taylor (stagione 2)
- Dwayne Flatley (stagione 4)
- Ivan Orfakkold (stagione 5)
- Dottor Von Quark/Revenendo Isonbar Settimus Nye (stagione 2)
- Scienziati Uzhmani (stagione 3)
- I tre Boldovi (stagione 3)
- Kloe (stagione 6)
- Carla Terrini (stagione 1)
- Lady Blahga (stagione 5)
- Andrea Ivanovic (stagione 4)
- Carla Baxter (stagione 5)
- Beryl Bagshot (stagione 5)

## Primo ministro
Data la lunghezza della serie, il primo ministro cambia diverse volte:
- Primo PM (stagione 1-2) interpretato da Robert Llewellyn.
- Secondo PM (stagione 3) interpretato da
- Terzo PM (stagione 5)
- Quarto PM (stagione 7)

## Altri Personaggi
- Sr. Gupta (stagione 1)
- Linus Millar (stagione 2)
- Libi (stagione 7)
- Kranky (stagione 3)
- Theodore Tilbury (stagione 2)
- Giornalista (stagione 2 e 4)
- Andy (stagione 3)
- Chianti-Marie (stagione 3)
- Dave Flatley (stagione 4)
- Hamish, Nozzy e Jeanette Flatley (stagione 4)
- Mandy (stagione 7)
- Lena Larsson (stagione 3)
- Gran Duca Nicholas (stagione 6)
- Dottor Vince (stagione 3)
- Della/Agente X (stagione 3)
- Katrina (stagione 3)
- Raymond (stagione 3)
- Kyle Whittaker (stagione 1)
- Tony Bloomenheck (stagione 4)
- Della/Agente X (stagione 3)
- Harry Fulson (stagione 5)

## Personaggi Reali
- Konnie Huq (stagione 1)
- Basil Brush (stagione 2)
- Sian Williams (stagione 5)
- Jeremy Vine (stagione 5)